# Ealhswith
Ealhswith (auch Ealhswið, Ealhswiþ, Ealhswyth, Ealhswyð; * 850/855 in Mercia; † 5. Dezember 902 in Winchester) war Royal Consort von Wessex.

## Leben
Ealhswith war die Tochter von Æthelred Mucel, des Ealdorman der Gaini, eines alten Volksstammes aus Mercia. Ihre Mutter war dessen Gemahlin Eadburg, die aus dem Königshaus von Mercia stammte. Ihr Bruder Æthelwulf ist durch eine Charta aus dem Jahr 897 belegt.
Im Jahr 868 heiratete sie Alfred, der wohl schon zu dieser Zeit als designierter Thronerbe seines Bruders, des westsächsischen Königs Æthelred (865–871), galt. Im Jahr 871 wurde Alfred König der Westsachsen. Im Gegensatz zu ihrem Mann, dem wohl am besten belegten angelsächsischen König, ist Ealhswith in den Quellen kaum greifbar. Asser, Alfreds Biograf, nennt sie niemals namentlich und bezeichnet sie „nach westsächsischer Sitte“ auch nie als „Königin“. Auch in den erhaltenen Chartas Alfreds ist sie nicht unter den Zeugen zu finden.
In seinem Testament vermachte Alfred seiner Witwe im Jahr 899 drei symbolträchtige Ländereien: Bei Edington (Wiltshire) und Lambourn (Berkshire, Schlacht von Ashdown) hatte er bedeutende Siege über die Wikinger errungen. Der dritte Ort, Wantage, war sein Geburtsort. Bei diesen Gütern handelte es sich um bocland; Grundbesitz, der nach Ealhswiths Tod an Alfreds direkte männliche Nachkommen zurückfiel. Vermutlich als Witwe gründete Ealhswith um 899 den Konvent St Mary's Abbey, auch Nunnaminster genannt, in Winchester, dessen Fertigstellung um 908 sie jedoch nicht mehr erlebte. Ealhswith starb am 5. Dezember 902 und wurde neben Alfred im neu erbauten New Minster in Winchester beigesetzt. In einem Vers aus dem frühen 10. Jahrhundert wird ihrer posthum als der „guten und lieben Herrin der Engländer“ gedacht.
Ealhswith wird als Heilige verehrt. Ihr Festtag ist der 20. Juli.

### Kinder
1. Æthelflæd (* ca. 869, † 12. Juni 918 in Tamworth) heiratete den Ealdorman Æthelred von Mercia († 911)[1]
2. Edmund (* ca. 870, † vor 899), als Kind gestorben[3]
3. Eduard (* um 871, † 17. Juli 924), der älteste lebende Sohn, wurde 899 Alfreds Nachfolger als König der Engländer.[1]
4. Æthelgifu (* um 874, † ca. 896) wurde die erste Äbtissin des von Alfred gegründeten Klosters Shaftesbury Abbey.[1]
5. Ælfthryth (* ca. 875/877, † 7. Juni 929 in Gent) heiratete nach 893 den Grafen Balduin II. von Flandern (* 863/865, † 10. September 918)[1]
6. Æthelweard (* ca. 880, † 16. Oktober 920) war das jüngste Kind. Er erhielt am Hof eine gute Ausbildung und wurde in Alfreds Testament mit einer großzügigen Apanage bedacht. Durch mehrere Urkunden ist er am Hof seines älteren Bruders Eduard bezeugt.[1]

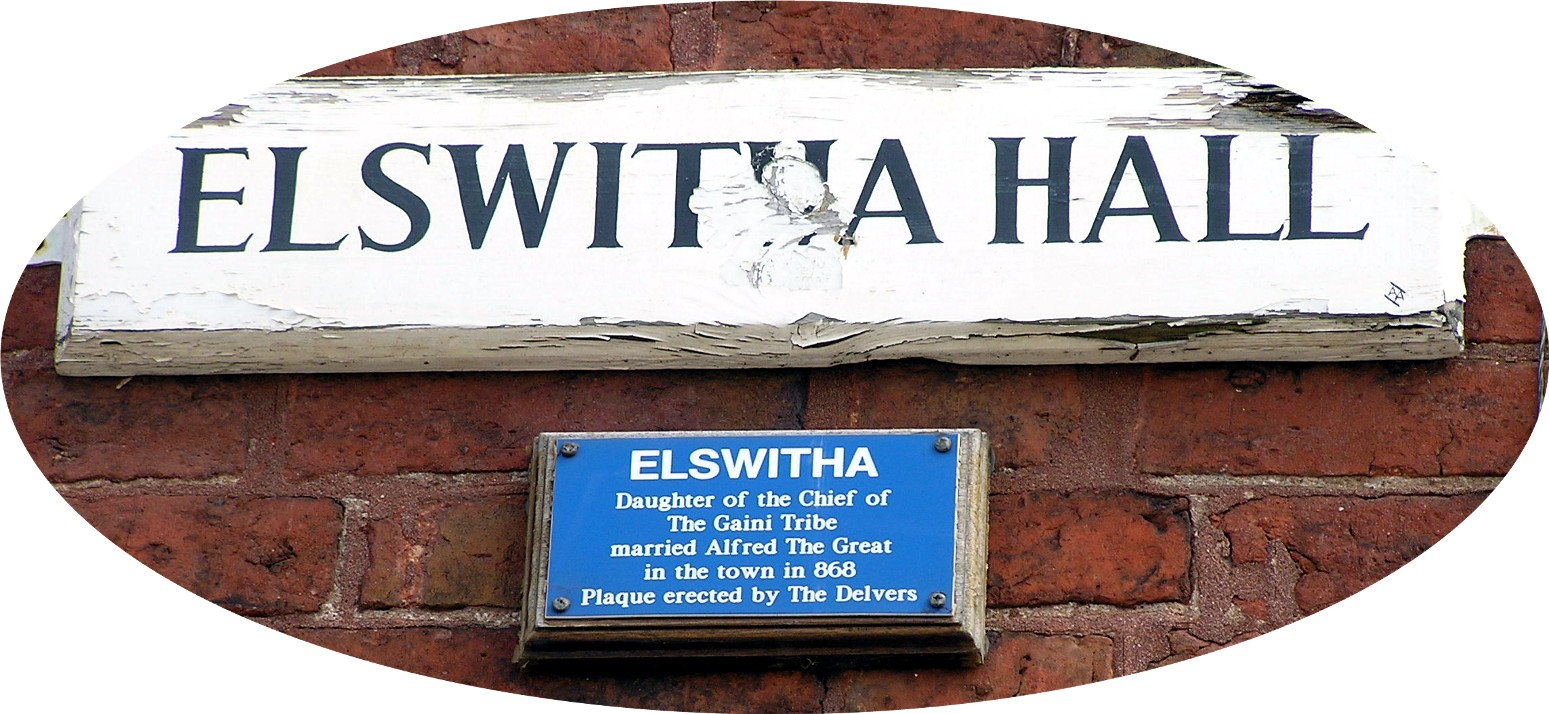
Elswitha Hall in Gainsborough

## Rezeption
Die im 18. Jahrhundert erbaute Elswitha Hall in Gainsborough wurde nach ihr benannt.
Im Film Alfred der Große – Bezwinger der Wikinger aus dem Jahr 1969 wird Aelhswith von Prunella Ransome verkörpert.
In den historischen Romanen Das letzte Königreich (engl. The Last Kingdom, 2004) und Der weiße Reiter (The Pale Horseman, 2005) des britischen Schriftstellers Bernard Cornwell war Ealhswith das Vorbild für die Romanfigur Ælswith.